# Yole ronde
En Martinique, la yole ronde est à l'origine une embarcation destinée aux marins pêcheurs. Il s'agit d'abord d'un outil de travail et de transport. La yole est un moyen de transport léger disposant d'une voile et ayant la particularité de ne pas comporter de bancs de nage mais des « bois dressés » sur les côtés et une godille à l'arrière. Elle est inscrite au patrimoine culturel immatériel de l'Unesco.

## Historique
Après plusieurs années d'utilisation à des fins purement utilitaires, la yole est devenue une activité sportive dont la compétition (le tour de la Martinique des yoles rondes) est l’événement le plus populaire de l’île de la Martinique. C'est une création unique au monde, typiquement martiniquaise, qui y est même élevée au rang d’œuvre d'art. C'est à partir du XVIIe siècle que cette embarcation vit le jour, issue des techniques navales des différentes composantes de la population martiniquaise. Ce mélange de cultures a été déterminant dans la création d'un engin naval unique en son genre tant par fabrication que par sa navigation singulière. 
La pêche était le principal moteur de la création de cette embarcation, elle est liée directement à la vie d'un marin pêcheur. La yole est restée pendant des années un moyen de subsistance pour la plupart des familles côtières. Pour effectuer leurs déplacements, les pécheurs se servaient très souvent de leurs yoles. Elles permettaient à la fois de transporter du matériel et de l'entreposer. À l'origine, plusieurs compétitions amicales étaient organisées par les pêcheurs eux-mêmes. Ces événements suscitaient un tel engouement que les différentes villes côtières ont commencé à organiser des compétitions officielles lors des fêtes communales. Aujourd'hui, la pratique de la yole ronde s'est démocratisée et la plupart des yoleurs sont issus de la population martiniquaise.

## Construction
La construction de la yole est un savoir-faire qui se transmet de génération en génération. Dans un premier temps, ces connaissances était uniquement accordées aux fils, neveux et cousins du charpentier de marine. Ainsi sa création témoigne du caractère familial dans la construction de la yole martiniquaise. Toutes les créations suivent des méthodes traditionnelles depuis des générations de charpentiers, à savoir la non-utilisation de plan ou maquette, tout doit se faire de tête. Jusqu'à nos jours, cette embarcation est toujours restée propre à l’île de la Martinique.

## Notoriété
En décembre 2020, la yole de Martinique, de la construction aux pratiques de navigation, un modèle de sauvegarde du patrimoine est inscrite au patrimoine culturel immatériel de l'Unesco.

## Voir Aussi
- Yole